# Stefano Sparano
Stefano Sparano est un peintre napolitain du XVIe siècle, né à Caiazzo, dans l'actuelle province de Caserte, dans la région Campanie.

## Biographie
La vie de Stefano Sparano est très mal connue. On sait par des documents qu'il a été actif à Naples et dans sa région entre 1506 et 1544-1545.

## Œuvres
On connaît de lui plusieurs œuvres dont :
- Un polyptyque : Vierge des Grâces avec saint Sébastien et saint Dominique, 1507-1508 conservé au Musée national de Capodimonte (Collection de Bourbon) à Naples[2].
- deux tableaux sur bois représentant saint Michel et de saint André lui sont attribués conservés dans la sacristie de l'église Sant'Angelo a Nilo de Naples.
- Un Retable composé de neuf panneaux (Tempera et fond d’or sur bois de peuplier), conservé au Musée de Picardie à Amiens[3].